# Eucypris hystrix
Eucypris hystrix är en kräftdjursart som beskrevs av N. C. Furtos 1933. Eucypris hystrix ingår i släktet Eucypris och familjen Cyprididae. Inga underarter finns listade i Catalogue of Life.